# Nations Cup de 1989
Nations Cup de 1989 foi a terceira edição da competição, um evento anual de patinação artística no gelo organizado pela Deutsche Eislauf-Union. A competição foi disputada na cidade de Gelsenkirchen, Alemanha Ocidental.

## Eventos
- Individual masculino
- Individual feminino
- Duplas
- Dança no gelo

## Medalhistas
| Evento                        | Ouro                                            | Prata                                               | Bronze                                                       |
| Individual masculino detalhes | Petr Barna · Tchecoslováquia                    | Viktor Petrenko · União Soviética                   | Paul Wylie · Estados Unidos                                  |
| Individual feminino detalhes  | Tonya Harding · Estados Unidos                  | Marina Kielmann · Alemanha Ocidental                | Patricia Neske · Alemanha Ocidental                          |
| Duplas detalhes               | Elena Bechke · Denis Petrov · União Soviética   | Peggy Schwarz · Alexander König · Alemanha Oriental | Calla Urbanski · Mark Naylor · Estados Unidos                |
| Dança no gelo detalhes        | Maya Usova · Alexander Zhulin · União Soviética | Suzanne Semanick · Ron Kravette · Estados Unidos    | Andrea Weppelmann · Hendryk Schamberger · Alemanha Ocidental |

## Resultados

### Individual masculino
| Pos.              | Nome            | Nacionalidade   |
| ----------------- | --------------- | --------------- |
| Medalha de ouro   | Petr Barna      | Tchecoslováquia |
| Medalha de prata  | Viktor Petrenko | União Soviética |
| Medalha de bronze | Paul Wylie      | Estados Unidos  |
| 4                 |                 |                 |
| 5                 |                 |                 |
| 6                 |                 |                 |
| 7                 | Patrick Brault  | Canadá          |
| ...               |                 |                 |

### Individual feminino
| Pos.              | Nome            | Nacionalidade      |
| ----------------- | --------------- | ------------------ |
| Medalha de ouro   | Tonya Harding   | Estados Unidos     |
| Medalha de prata  | Marina Kielmann | Alemanha Ocidental |
| Medalha de bronze | Patricia Neske  | Alemanha Ocidental |
| 4                 |                 |                    |
| 5                 |                 |                    |
| 6                 | Charlene Wong   | Canadá             |
| ...               |                 |                    |

### Duplas
| Pos.              | Nome                            | Nacionalidade     |
| ----------------- | ------------------------------- | ----------------- |
| Medalha de ouro   | Elena Bechke / Denis Petrov     | União Soviética   |
| Medalha de prata  | Peggy Schwarz / Alexander König | Alemanha Oriental |
| Medalha de bronze | Calla Urbanski / Mark Naylor    | Estados Unidos    |
| 4                 |                                 |                   |
| 5                 | Melanie Gaylor / Lee Barkell    | Canadá            |
| ...               |                                 |                   |

### Dança no gelo
| Pos.              | Nome                                    | Nacionalidade      |
| ----------------- | --------------------------------------- | ------------------ |
| Medalha de ouro   | Maya Usova / Alexander Zhulin           | União Soviética    |
| Medalha de prata  | Suzanne Semanick / Ron Kravette         | Estados Unidos     |
| Medalha de bronze | Andrea Weppelmann / Hendryk Schamberger | Alemanha Ocidental |
| 4                 |                                         |                    |
| 5                 | Pamela Watson / Michael Farrington      | Canadá             |
| ...               |                                         |                    |

## Quadro de medalhas
| Ordem | País               | Medalha de ouro | Medalha de prata | Medalha de bronze |    | Ordem por total |
| ----- | ------------------ | --------------- | ---------------- | ----------------- | -- | --------------- |
| 1     | União Soviética    | 2               | 1                |                   | 3  | 2               |
| 2     | Estados Unidos     | 1               | 1                | 2                 | 4  | 1               |
| 3     | Tchecoslováquia    | 1               |                  |                   | 1  | 4               |
| 4     | Alemanha Ocidental |                 | 1                | 2                 | 3  | 2               |
| 5     | Alemanha Oriental  |                 |                  | 1                 | 1  | 4               |
| TOTAL | TOTAL              | 4               | 4                | 4                 | 12 | —               |